# La musica del cuore
La musica del cuore (Music of the Heart) è un film del 1999 diretto da Wes Craven. Basato sul documentario Piccole meraviglie di Allan Miller, è il secondo e ultimo film di Craven al di fuori del genere horror e thriller. È anche il suo unico film ad essere stato candidato ai premi Oscar (per la miglior attrice protagonista e per la miglior canzone originale).

## Trama
1988. Roberta Guaspari, madre di due figli, dopo la separazione dal marito Charles, tenente di marina che l'ha tradita con un'amica durante la loro permanenza in Grecia, ritorna negli Stati Uniti per rifarsi una vita. Incoraggiata da sua madre Assunta, inizialmente viene assunta come commessa presso un grande magazzino, poi un suo ex compagno di studi, lo scrittore Brian Turner, le trova un lavoro a New York come insegnante temporanea di violino in una scuola pubblica di East Harlem, la Central Park East.
Superato l'iniziale scetticismo della preside Janet Williams e dei colleghi e nonostante le difficoltà di lavorare in uno dei quartieri più duri della città, Roberta si guadagna rapidamente l'affetto e il rispetto dei suoi giovani studenti, grazie al suo metodo d'insegnamento appassionato e diretto. Quando però Charles le comunica telefonicamente di voler divorziare, Roberta, distrutta, prende in considerazione l'idea di abbandonare il programma di violino e tornare a vivere con sua madre. Tuttavia, di fronte alla determinazione dei suoi giovani alunni, per la maggior parte provenienti da famiglie in serie difficoltà, Roberta decide di rimanere e acquista una casa ad East Harlem. La vicinanza e il supporto di Brian, con cui inizialmente cerca di instaurare una relazione sentimentale, le sono di aiuto, soprattutto quando suo figlio maggiore Nick inizia a manifestare i primi segni di rifiuto nei confronti del divorzio dei propri genitori. Il programma speciale di violino conclude con successo il suo primo anno accademico con un concerto a cui partecipano tutti i giovani studenti di Roberta.
Passano dieci anni e Roberta, nonostante non sia ancora stata assunta in maniera permanente, continua il suo programma di violino in diverse scuole del quartiere. Il numero di richieste è talmente alto che all'inizio di ogni anno scolastico viene organizzata una lotteria per decidere quali alunni potranno accedere al corso. A metà anno scolastico, a causa del taglio dei fondi pubblici disponibili, l'amministrazione scolastica è costretta a cancellare il programma di violino. Roberta chiede aiuto al giornalista Dan Paxton (con cui era uscita a cena in un incontro preparato segretamente dai figli adolescenti) e diffonde la voce tra la comunità del quartiere.
Durante un incontro organizzato per trovare una soluzione e ripristinare il programma, la fotografa Dorothea Van Haeften, moglie del violinista Arnold Steinhardt, suggerisce l'idea di un concerto benefico degli alunni di Roberta con alcuni musicisti professionisti, il cui ricavato possa finanziare il corso di violino per un nuovo anno scolastico. Steinhardt e Itzhak Perlman accettano la proposta e Roberta raggruppa i suoi migliori studenti per prepararli al "Fiddlefest". A pochi giorni dalla data del concerto, il teatro prenotato viene reso inagibile da un allagamento che ne danneggia la sala principale. Saputo dell'evento, il violinista Isaac Stern offre a Roberta e ai suoi studenti la possibilità di tenere il concerto alla prestigiosa Carnegie Hall di Manhattan, invitando all'evento altri musicisti di fama internazionale come Mark O'Connor, Joshua Bell e Diane Monroe.
Dopo l'enorme successo ottenuto dal concerto benefico, Roberta si ritrova nuovamente in un'aula scolastica di East Harlem ad insegnare ad un nuovo gruppo di bambini la loro prima lezione di violino.

## Personaggi
- Roberta Guaspari, madre single che, dopo il divorzio da un ufficiale della marina miliare, inizia un programma come insegnante di violino nelle scuole pubbliche di East Harlem. Il personaggio è basato su una persona reale, Roberta Guaspari Tzavaras.
- Brian Turner, scrittore, ex compagno di studi di Roberta, le presenta la preside della scuola pubblica che darà inizio al programma di violino. Quando Roberta desidera ufficializzare la loro relazione sentimentale, Brian si tira indietro.
- Janet Williams, è la preside della scuola pubblica dove Roberta ottiene il primo lavoro come supplente di musica. Si batte assieme a lei affinché il programma di violino della scuola venga ripristinato.
- Isabel Vazquez, giovane collega di Roberta, è una delle prime a darle fiducia e ad appoggiarla.
- Assunta Guaspari, è la madre forte e autoritaria di Roberta. In seguito alla depressione della figlia causata dal divorzio, la costringe a rimboccarsi le maniche e trovarsi una casa e un lavoro.
- Dorothea Van Haeften, fotografa professionista, conosce Roberta durante un reportage sul suo programma a East Harlem. Convince il marito, il violinista Arnold Steinhardt, ad aiutarla ad organizzare il concerto benefico per salvare il corso di violino. Il personaggio è basato sulla vera Dorothea Van Haeften.
- Nick Demetras, è il figlio maggiore di Roberta, nonché suo primo alunno. Manifesta alcuni problemi comportamentali legati al divorzio dei propri genitori. Cresciuto, si allea al fratello minore Lexi per trovare un nuovo compagno a sua madre e diventa un bravo violoncellista. Il personaggio è basato su una persona reale, Nicholas Tzavaras.
- Lexi Demetras, è il figlio minore di Roberta, nonché suo secondo alunno. Crescendo, lascia il violino per il pianoforte. Il personaggio è basato su una persona reale, Alexei Tzavaras.
- Dan Paxton, giornalista che risponde a un finto annuncio di Roberta (in realtà scritto da Nick e Lexi) in una rubrica di cuori solitari. Grazie alle sue conoscenze al New York Times, contribuisce in maniera determinante alla riuscita del concerto alla Carnegie Hall.

## Produzione
La vera storia dell'insegnante di violino Roberta Guaspari-Tzavaras fu inizialmente raccontata dal regista Allan Miller nel documentario Piccole meraviglie, distribuito nelle sale statunitensi nel 1995 dalla Miramax Films. Il 13 febbraio 1996 l'A.M.P.A.S. annunciò le nomination della 68ª edizione degli Oscar e il film venne candidato come Miglior documentario dell'anno. Fu battuto da Anne Frank Remembered ma il giorno della premiazione i produttori Harvey Weinstein e Bob Weinstein sottoscrissero un contratto seduta stante con i realizzatori del documentario e con la Guaspari stessa per acquistare i diritti intellettuali dell'opera per un'eventuale riduzione cinematografica.

### Regia
Il progetto Fiddlefest entrò quindi nella lista di sviluppo della Miramax e la produzione iniziò a cercare uno sceneggiatore e un regista per realizzare il film. Nell'autunno del 1996, in seguito all'inaspettato successo del primo test-screening del loro film Scream, i Weinstein offrirono al regista Wes Craven e alla produttrice Marianne Maddalena un contratto da 20 milioni di dollari per la realizzazione di altri tre film per la loro società. Craven accettò l'offerta a patto che uno dei tre film non fosse un horror. I Weinstein acconsentirono e presentarono al regista l'elenco dei loro progetti in fase di sviluppo. Craven fu subito interessato a Fiddlefest, avendo già visto il film di Miller in quanto membro del comitato di pre-selezione dei Premi Oscar per la sezione documentari. «Era una storia molto vicina alla mia. Vengo da una famiglia appartenente alla classe operaia. Ho imparato a suonare la chitarra da solo. Ho divorziato dalla madre dei miei figli quindi conosco il dolore di quel processo. Mio padre morì quando avevo quattro anni quindi sapevo anche che cosa significasse perdere un genitore e desiderare il suo ritorno. Ho insegnato alle scuole superiori e all'università prima di diventare regista. Ho vissuto a New York, una città che amo. Quindi pensai, Dio, conosco tutte queste cose troppo bene» dichiarò il regista. Craven era inoltre consapevole del potenziale artistico del progetto per l'eventuale attrice protagonista. «Era una grande storia e sapevo che avevo la possibilità di attirare un'attrice di alto livello».

### Sceneggiatura
Mentre era in corso la produzione del film Scream 2, l'attore Liev Schreiber suggerì a Craven e a Marianne Maddalena di guardare il film A Walk on the Moon - Complice la luna. Impressionati dalla sceneggiatura, il regista e la produttrice decisero di incontrarne l'autrice, la newyorchese Pamela Gray e successivamente la ingaggiarono per scrivere il copione di Fiddlefest. La Gray, figlia di una maestra e lei stessa ex-insegnante di lettere e poesia, nonché vincitrice del Samuel Goldwyn Writing Award nel 1992, affiancò la Guaspari per un mese a New York e una volta tornata a Los Angeles valutò assieme a Craven e a Marianne Maddalena le storie più adatte da inserire nel film. «Volevo trovare il modo giusto di mostrare quanto la vita dei bambini di East Harlem potesse essere dura, senza però cadere nello stereotipo. C'era talmente tanto materiale che era solo una questione di valutare cosa volessimo raccontare. Non è stato semplice», raccontò la Gray. Roberta Guaspari, inizialmente spaventata all'idea di vedere la propria vita portata sullo schermo, si dichiarò molto soddisfatta della riduzione, definendola una «rappresentazione fedele» in cui «quasi tutto era basato sulla realtà», nonostante alcuni cambi cronologici e alcuni personaggi inventati. Per il film, il cognome da sposata della Guaspari venne modificato da Tzavaras a Demetras.

### Cast
Il buzz attorno al progetto iniziò ad attirare l'attenzione di diverse attrici, tra cui Julia Roberts. Harvey Weinstein, tuttavia, voleva che la protagonista fosse Madonna. «Non sapevo chi fosse Roberta Guaspari-Tzavaras quindi la Miramax mi mostrò il documentario Piccole Meraviglie. Dal momento in cui lo vidi, ne divenni ossessionata» dichiarò la cantante e attrice. Nel giugno del 1997, mentre Craven si trovava ad Atlanta per le riprese di Scream 2, Madonna si dichiarò pubblicamente interessata a partecipare al progetto e pronta a iniziare le lezioni di violino Conclusa la promozione del suo nuovo album Ray of Light, nella primavera del 1998, la cantante iniziò a prendere lezioni di violino dalla stessa Roberta Guaspari, che dopo i mesi passati assieme la definì «una vera amica». Lo stesso Craven, dopo il primo incontro con la cantante, la definì una donna «umile e molto intelligente». Durante la preparazione, Madonna invitò gli alunni di Roberta a esibirsi con lei sul palco della Carnegie Hall in occasione del concerto benefico della Rainforest Foundation
Tuttavia, il 20 luglio, a due settimane dall'inizio della lavorazione (programmata per il 3 agosto), Harvey Weinstein annunciò pubblicamente a nome della Miramax che Madonna aveva lasciato il progetto a causa di «differenze creative» con il regista e che la decisione era stata presa di «comune accordo». Wes Craven placò le voci che circolavano riguardo dissapori personali, dichiarando «totale rispetto per Madonna, una brillante artista il cui talento e successo parlano da soli». Il regista specificò che le differenze creative riguardavo la sceneggiatura del film, che l'attrice voleva modificare per renderla più vicina alla storia reale e per concentrarsi maggiormente sulla vita personale della Guaspari piuttosto che sul suo rapporto con gli studenti. «Ho pensato che se avessi modificato il copione su richiesta di un'attrice - qualunque attrice, non solo Madonna - allora il film mi sarebbe appartenuto di meno. Non volevo alzarmi la mattina ed essere insoddisfatto del lavoro che stavo facendo. Non ci sono state liti o discussioni. Semplicemente avevamo opinioni diverse».

La data di inizio venne quindi posticipata di un mese ma le attrici prese in considerazione come sostitute (tra cui Sandra Bullock, Meg Ryan, Julia Roberts and Susan Sarandon) non erano al momento disponibili. Prima dell'annullamento definitivo del progetto, il regista si rivolse a Meryl Streep che, nonostante la disponibilità, rifiutò la parte. «Avevo appena girato due film, uno di seguito all'altro ed ero stanca» dichiarò l'attrice. Craven le scrisse quindi una lettera personale, spiegandole i motivi per cui il film era così importante per lui. «Le sue parole mi sedussero. Dovevo fare il film ma avevo bisogno di tempo per imparare a suonare il violino». Craven riuscì a convincere Harvey Weinstein a ritardare l'inizio delle riprese di un altro mese, tenendo 'congelati' i membri della troupe, mentre la Streep iniziava le lezioni private con la violinista Sandra Park della New York Philharmonic. Il 13 agosto Variety annunciò la partecipazione dell'attrice come protagonista del film, che da Fiddlefest diventò 50 Violins.
Nel frattempo veniva definito il resto del cast. Il 19 ottobre la cantante Gloria Estefan (da anni sostenitrice dell'educazione musicale nelle scuole) entrò nel progetto nel ruolo dell'insegnante Isabel Vasquez, che segnava il suo debutto cinematografico come attrice.

Per il ruolo di Janet Williams (vagamente ispirato alla vera preside della Central Park East, Deborah Meier), Craven si rivolse all'attrice Angela Bassett, con cui aveva già lavorato in precedenza nella serie Nightmare Cafe e nel film Vampiro a Brooklyn.Aidan Quinn, annunciato a fine ottobre, fu scelto per il ruolo di Brian Turner mentre Jay O. Sanders per quello di Dan Paxton. La pluripremiata Cloris Leachman ottenne il ruolo di Assunta Vitali, la madre di Roberta e l'inglese Jane Leeves quello della fotografa tedesca Dorothea Von Haeften. Per i figli di Roberta da bambini vennero scelti Michael Angarano (che studiò violino per tre mesi con la Guaspari) e il piccolo Henry Dinhofer, violinista newyorchese al suo primo (e unico) ruolo cinematografico. Per gli stessi personaggi da adolescenti, gli attori Charlie Hofheimer e Kieran Culkin studiarono per tre mesi rispettivamente il violoncello e il pianoforte.

Molti degli alunni ed ex-alunni di Roberta Guaspari entrarono nel cast nel ruolo di studenti (tra cui Melay Araya nel ruolo di Rachel, la vera figlia della Guaspari Sofia nel ruolo di Rosario e le sorelle Victoria e Cristina Gomez, che interpretarono rispettivamente Lucy da bambina e da adolescente), mentre sette giovani attori professionisti dovettero seguire lezioni di violino per tre mesi per prepararsi alle riprese, tra cui Jean-Luke Figueroa (Ramon) e Jade Yorker (DeSean).

#### Cameo
Per la sequenza finale del concerto alla Carnegie Hall, molti dei violinisti professionisti che parteciparono al vero evento del 1993 tornarono nei panni di loro stessi. I primi a confermare la loro partecipazione furono Isaac Stern e Itzhak Perlman, a cui si aggiunsero successivamente Arnold Steinhardt e Michael Tree del Guarneri String Quartet, il violinista country Mark O'Connor, la violinista jazz Karen Briggs e Diane Monroe. I musicisti del Fiddlefest originale che non poterono partecipare alle riprese vennero sostituiti da Charles Veal Jr., Sandra Park (l'insegnante di violino di Meryl Streep) e il giovane Joshua Bell. Jonathan Feldman venne convocato come pianista mentre Isaiah Sheffer, che era stato il direttore di scena alla Carnegie Hall in occasione del concerto del 1993 tornò per ricoprire lo stesso ruolo.
Inoltre, alcuni membri della troupe, storici collaboratori di Craven e della produttrice Marianne Maddalena, ricoprirono piccoli ruoli nel film: il direttore della fotografia Peter Deming interpretò un cameraman televisivo in una scena successivamente tagliata in fase di montaggio; il co-produttore Stuart Besser interpretò l'autista della limousine davanti alla casa di Roberta; l'aiuto regista Nicholas Mastandrea apparì in una fotografia all'inizio del film nel "ruolo" di Tom, il marito dell'amante di Charles.

### Riprese
Con un budget di 22 milioni di dollari, le riprese del film iniziarono a New York il 26 ottobre 1998. Alcune riprese erano già state però effettuate, durante la pre-produzione, a Kearny, nel New Jersey, dove si girarono gli esterni della casa di Assunta. Dal momento che la storia iniziava a fine estate e le riprese non sarebbero iniziate prime dell'autunno, la troupe girò alcune brevi inquadrature esterne, prima della caduta delle foglie degli alberi, per dare l'impressione che fosse agosto.
A fine ottobre, la lavorazione iniziò ufficialmente nella scuola pubblica #101 di East Harlem. Durante le riprese, Meryl Streep continuò a prendere ininterrottamente lezioni di violino con Sandra Park. La Streep era talmente preoccupata di suonare correttamente, da dimenticare spesso le sue battute. «La segretaria di edizione ormai ci aveva fatto talmente l'abitudine da tenere il copione sempre pronto e aperto sui miei dialoghi», ricordò l'attrice.
Per poter registrare i dialoghi degli attori in presa diretta senza la musica dei violini, le corde di questi vennero ricoperte da piccoli tubi di plastica in modo che i crini degli archi, passandoci sopra, li facessero rotolare senza produrre alcun suono. Tutti i brani diegetici vennero pre-registrati a Los Angeles dal compositore Mason Daring prima dell'inizio della lavorazione.
Per volontà di Craven, la maggior parte delle riprese venne effettuata in ambienti reali e non in teatri di posa. Tra i numerosi luoghi utilizzati a New York vi furono l'aeroporto internazionale JFK, un lussuoso appartamento di Manhattan di fronte a Central Park (per le sequenze a casa di Dorothea Van Haeften e Arnold Steinhardt), lo stesso Central Park e un appartamento nell'Upper West Side (per la casa di Brian). Per le scene all'interno di casa di Assunta, la troupe si spostò nuovamente a Kearny, nell'abitazione in Linden Avenue dove settimane prima erano stati girati gli esterni. Sempre in New Jersey venne girata la scena al centro commerciale (un Rainbow Department Store vicino a Kearny) e il dialogo in caffetteria tra Roberta e Brian.

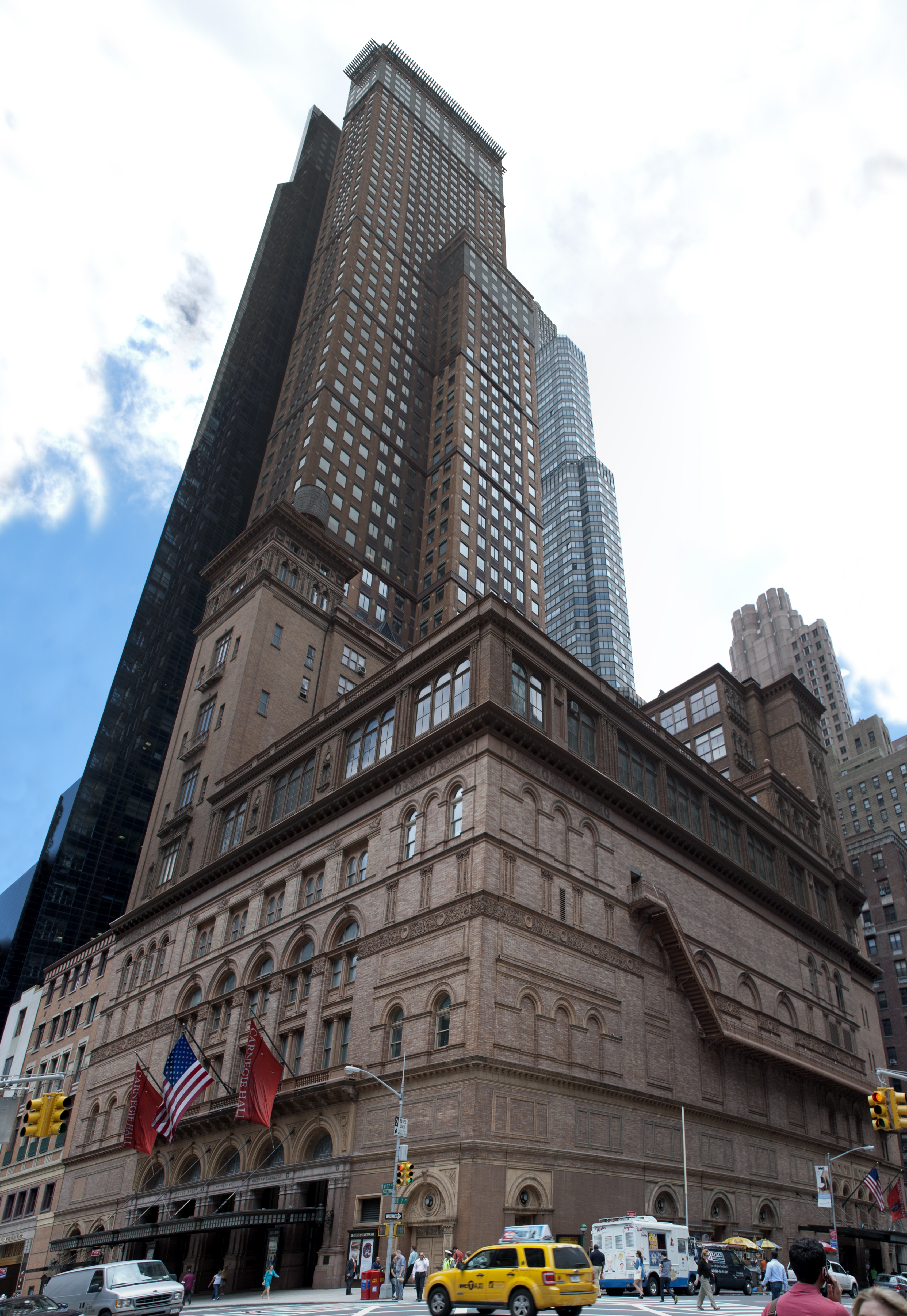
La Carnegie Hall, dove in tre giorni venne girata la sequenza del concerto finale

La sequenza più problematica dal punto di vista logistico fu il concerto finale alla Carnegie Hall. L'unica settimana disponibile, secondo il calendario del teatro, era quella dopo Capodanno. La sala fu concessa per tre giorni (dal 4 al 6 gennaio 1999) e la produttrice Marianne Maddalena dovette far coincidere la disponibilità di tutti i violinisti professionisti previsti per la scena finale, nonché quella di tutti gli attori coinvolti. Oltre duemila comparse vennero assunte in veste di pubblico per riempire la sala. Il primo giorno vennero girate tutte le sequenze dietro le quinte, compreso il monologo di Roberta (basato sulle vere parole della Guaspari al concerto del 1993) prima di andare in scena.. Il secondo e terzo giorno furono dedicati alle riprese del concerto vero e proprio che, da sceneggiatura, comprendeva tre brani. Cinque macchine da presa girarono contemporaneamente mentre la Streep e i violinisti eseguivano il concerto sul palco. All'ora di pranzo del terzo giorno, Mason Daring pre-registrò il concerto per due violini in re minore di Bach direttamente sul palco della Carnegie Hall. «Ci vollero 45 minuti. Pensai: "Se i prossimi 45 minuti non vanno per il verso giusto, allora sarà meglio che mi trovi un altro lavoro!» dichiarò Daring. Poco prima di girare effettivamente la scena, Meryl Streep provò il concerto di Bach privatamente con Isaac Stern, nella maestro suite della sala. Al primo ciak davanti agli undici professionisti l'attrice, però, dovette fermarsi. «Quando mi guardarono e iniziarono a suonare, crollai. Dovetti urlare 'stop, stop stop' perché ero troppo emozionata». Terminato il concerto, vennero liberate tutte le comparse, i musicisti e gli attori, la sala venne svuotata e venne girato, alle tre e mezza di mattina, il dialogo tra Roberta e Isaac Stern sul palco deserto della Carnegie Hall. Durante le riprese alla Carnegie Hall, il sovrintendente alle scuole di New York City, Rudy Crew, fece una visita sul set in segno di supporto verso il lavoro svolto dalla Guaspari a East Harlem.
A causa degli impegni di lavoro di Jane Leeves, buona parte delle sue scene fu accorpata nei primi giorni di gennaio, per permetterle di tornare a Los Angeles e riprendere la lavorazione della serie Frasier di cui era protagonista.
Le riprese del film continuarono per tutto il mese di gennaio in un teatro di posa dove venne ricostruito l'interno della casa di Roberta a East Harlem. Qui la lavorazione si concluse il 29 gennaio 1999.
Roberta Guaspari partecipò a tutta la lavorazione del film in qualità di consulente, nonché come coordinatrice degli insegnanti di violino per gli attori del cast.

## Colonna sonora
La colonna sonora originale del film fu composta e prodotta da Mason Daring. Il compositore entrò nel progetto su suggerimento del supervisore musicale del film, Sharon Boyle. Per la natura stessa del film, Daring fu coinvolto nella produzione fin dalla fase preparativa, dovendo pre-registrare tutti i brani suonati dagli alunni di Roberta. In totale, Daring lavorò al film per un anno e tre mesi.

Le pre-registrazioni vennero effettuate a Los Angeles con i giovani musicisti della L.A. Youth Orchestra, che in determinati brani dovettero appositamente commettere degli errori per poter risultare credibili come violinisti in erba. Solo il concerto di Bach venne girato direttamente sul set, sul palco della Carnegie Hall, nel gennaio del 1999.

Quando Meryl Streep entrò nel progetto, ebbe delle richieste molto specifiche riguardanti il ritmo della musica in sottofondo, perché desiderava che le sue battute e il commento musicale avessero lo stesso tempo.

Per quanto riguarda la musica originale, Daring adottò uno stile moderno basato prevalentemente sugli archi, con qualche contaminazione jazz. «Un po' tradizionale ma in qualche modo sembrava adattarsi ai pezzi classici senza problemi. Nessuno mi confonderà con Bach, ma sembrava funzionare». La colonna sonora venne registrata nell'estate del 1999 presso gli studi Todd-AO di Studio City con un'orchestra di 77 elementi.
Craven fu entusiasta della collaborazione con Daring. «Mason Daring sta a un regista come uno Stradivari sta a un violinista. Riesce a prendere momenti che potrebbero passare inosservati e donargli vita in un modo che tocca l'anima dello spettatore».
Oltre a Daring, la Miramax coinvolse anche la compositrice Diane Warren, per comporre una canzone di accompagnamento per titoli di coda del film. Il brano risultante, Music of my Heart, venne interpretato da Gloria Estefan assieme agli 'N Sync. Il videoclip, diretto da Nigel Dick, debuttò su TRL il 12 agosto 1999, piazzandosi al primo posto in classifica. Il brano ottenne una nomination agli Oscar per la miglior canzone originale e due nomination ai Grammy Award per la miglior canzone scritta per un film, televisione o altri media audiovisivi e per la miglior collaborazione vocale pop. Vinse inoltre il premio ASCAP e il premio Blockbuster Entertainment per la miglior canzone per film. Il singolo, uscito il 28 settembre 1999 (un mese prima del lancio commerciale del film), superò le 500 000 copie e venne certificato come disco d'oro.
La supervisione musicale del film fu affidata a Sharon Boyle, che selezionò per il film un mix di canzoni che riflettessero la natura multiculturale della storia. Per la sequenza dei titoli di testa venne utilizzata la ballata Turn the Page di Aaliyah, mentre per altre scene furono selezionati pezzi di artisti latini come Jennifer Lopez (Baila), Julio Iglesias Jr. (Nothing Else), Gizelle D'Cole (Revancha de Amor), Cubanismo ('Salsa Pilón, Montuno Allegre, Now in Marianao) o brani rap (The Symphony Vol 1 di Marley Marl).

### Album
L'album della colonna sonora uscì il 14 settembre 1999, distribuito dalla Sony. Di tutti i brani classici presenti nella colonna sonora del film, venne solo incluso il concerto finale di Bach, interpretato dai violinisti Isaac Stern, Itzhak Perlman, Arnold Steinhardt, Michael Tree, Mark O'Connor, Karen Briggs, Diane Monroe, Charles Veal Jr., Sandra Park, Joshua Bell e dal pianista Jonathan Feldman. Furono aggiunti i brani Love will find you di Jaci Velasquez, Seventeen di Tre-O e Do Something di Macy Gray (non presenti nel film) mentre non vennero inclusi nell'album i tre pezzi dei Cubanismo, Roxanne's Revenge di Roxanne Shanté, Make Music di Biz Markie, Con Sandunga di Tambó, Descargarena di Jimmy Bosch, The Bridge e Down by Law di M.C. Shan e Symphony Vol. 1 di Marley Marl.

#### Tracce
1. Gloria Estefan and 'N Sync - Music Of My Heart - 4:32
2. Jennifer Lopez - Baila - 3:54
3. Aaliyah - Turn the Page - 4:16
4. Menudo - Groove With Me Tonight (Pablo Flores English Radio Version) - 4:37
5. Tre-O - Seventeen - 3:48
6. C Note - One Night With You - 5:04
7. Macy Gray - Do Something (Organized Noize Mix) - 3:53
8. Gizelle D'Cole - Revancha de Amor - 4:06
9. Julio Iglesias, Jr. - Nothing Else - 4:23
10. Jaci Velasquez - Love Will Find You - 4:34
11. Gloria Estefan and 'N Sync - Music Of My Heart (Pablo Flores Remix) - 4:23
12. Joshua Bell, Karen Briggs, Jonathan Feldman, Diane Monroe, Mark O'Connor, Sandra Park, Itzhak Perlman, Arnold Steinhardt, Isaac Stern, Michael Tree, Charles Veal Jr. - Concerto in D Minor for Two Violins - 3:56

## Promozione
Dopo aver cambiato definitivamente il titolo da 50 violins a Music of the Heart, la Miramax Films programmò l'uscita commerciale del film per l'autunno. I primi trailer e spot pubblicitari (privi del nome di Craven nei testi principali) vennero distribuiti a fine estate e in contemporanea venne lanciato il sito web ufficiale del film, che comprendeva informazioni sulla produzione, sul cast, la possibilità di acquistare i biglietti online e un'anticipazione audio dell'album della colonna sonora.
In estate, la produzione organizzò due proiezioni di prova con «alcune piccole variazioni del finale» che registrarono un indice di gradimento molto alto, ottenendo un punteggio pari a quello ottenuto precedentemente solo da Will Hunting - Genio ribelle, all'epoca il film Miramax con punteggio più alto.
In agosto la Biennale di Venezia annunciò il programma della 56ª Mostra internazionale d'arte cinematografica e il film venne inserito nella sezione notturna non competitiva Sogni e Visioni, accanto a opere quali Essere John Malkovich di Spike Jonze e Fight Club di David Fincher. Meryl Streep e la produttrice del film Marianne Maddalena (accompagnate da Weinstein e da Amy Slotnick della Miramax), presenziarono alla prima mondiale del film, che avvenne alle ore 23 del 6 settembre 1999 presso la Sala Grande del palazzo del cinema. Wes Craven non poté partecipare alla proiezione perché ancora impegnato a Los Angeles con la lavorazione del film Scream 3. Il 16 settembre il film venne proiettato anche al Toronto International Film Festival, dove Craven aveva presentato, cinque anni prima, il suo Nightmare - Nuovo incubo.
Il 27 ottobre la Hyperior Books, in associazione con la Miramax, pubblicò il libro biografico Music of the Heart, scritto dalla Guaspari assieme a Larkin Warren, con due capitoli composti da Nick e Alexi Tzavaras.
Poco prima dell'uscita commerciale, il film venne proiettato alla Casa Bianca alla presenza del presidente Bill Clinton mentre la première ufficiale venne organizzata allo Ziegfeld Theatre di Manhattan il 27 ottobre 1999.
Le due frasi di lancio utilizzate dalla Miramax per la promozione del film furono: «She gave them a gift they could neved imagine. They gave the system a fight it would never forget» (Diede loro un dono che non avrebbero mai immaginato. Diedero al sistema una battaglia che non avrebbe mai dimenticato) e «For anyone who has ever been told their dreams are out of reach» (Per tutti quelli a cui è stato detto che i loro sogni sono impossibili).

## Distribuzione
Dopo le presentazioni ai festival di Venezia e Toronto, il film fu inizialmente programmato per l'uscita commerciale il 15 ottobre 1999. L'uscita fu poi fatta slittare di due settimane (29 ottobre).
Il film fu preceduto dal nuovo logo del Miramax creato appositamente per il ventesimo anniversario della società.
La MPAA classificò il film come PG (visione del film da parte dei bambini consigliata con la presenza di un adulto) e 1349 sale statunitensi prenotarono il film per il lancio commerciale.
Il film fu distribuito nelle sale del resto del mondo nei mesi successivi:
- 25 novembre 1999 in Israele
- 17 dicembre 1999 in Spagna (Música del corazón) e Portogallo (Melodia do Coração)
- 30 dicembre 1999 in Singapore
- 21 gennaio 2000 in Inghilterra
- 17 febbraio 2000 a Hong Kong
- 25 febbraio 2000 in Turchia (50 cesur kemanci)
- 10 marzo 2000 in Polonia (Koncert na 50 serc) e Uruguay (Música del corazón)
- 16 marzo 2000 in Malaysia
- 29 marzo 2000 in Francia (La musique de mon coeur)
- 21 aprile 2000 in Brasile (Música do Coração)
- 11 maggio 2000 in Argentina (Música del corazón) e Australia
- 17 maggio 2000 nelle Filippine
- 19 maggio 2000 in Tailandia
- 31 maggio 2000 in Paesi Bassi
- 2 giugno 2000 in Grecia (Μια τρυφερή σχέση)
- 8 giugno 2000 in Germania
- 15 giugno 2000 in Perù (Música del corazón)
- 1 settembre 2000 in Islanda
- 9 settembre 2000 in Giappone
- 21 ottobre 2000 in Corea del Sud
- 10 gennaio 2001 in Kuwait
- 13 aprile 2001 in Italia (La musica del cuore)

### Edizione italiana
Il film venne acquistato dalla Cecchi Gori Group per la distribuzione italiana nelle sale e in home video. Nonostante la presentazione al festival di Venezia nel settembre del 1999, il film rimase congelato nel listino della società per oltre un anno, a causa delle problematiche tra Cecchi Gori e la Miramax. Venne distribuito in sordina nella settimana di Pasqua, il 13 aprile 2001. La promozione e la distribuzione del film furono così limitate che riviste specializzate come Ciak non citarono il film nelle uscite imminenti o nelle recensioni del mese.
Il film ricevette il nulla osta di censura il 10 aprile 2001 e venne classificato come T (Film per tutti).

#### Doppiaggio
Il doppiaggio del film venne diretto da Cesare Barbetti per la CDC Sefit Group di Roma. Quando i diritti italiani del film passarono alla Eagle Pictures nel 2012, il film venne ridoppiato per la ridistribuzione in home video. Il nuovo doppiaggio venne diretto da Luca Sandri per lo Studio P.V. di Milano.

### Edizioni home video

#### VHS
Paese: Stati Uniti

Edizione: Miramax/Walt Disney Home Video

Data di uscita: 17 ottobre 2000
Paese: Italia

Edizione: Cecchi Gori Home Video

Data di uscita: novembre 2001

Aspect Ratio: 1.85:1 (widescreen)

#### DVD
Paese: Stati Uniti

Edizione: Miramax Collector's Series (2 dischi)

Data di uscita: 25 aprile 2000

Aspect Ratio: 1.85:1

Audio: Surround 5.1 (inglese e francese)

Extra: commento audio di Wes Craven e Marianne Maddalena, scene tagliate con commento audio di Wes Craven, Scoring Session: Behind the scenes, Behind the Scenes at Carnegie Hall: The Back Double Concerto, videoclip di Music of my Heart, making of del videoclip, scene con musica eliminata, biografie di cast, troupe e musicisti, trailer cinematografico, intervisti ai musicisti, DVD del documentario Piccole Meraviglie.
Paese: Italia

Edizione: Cecchi Gori Home Video

Data di uscita: novembre 2001

Aspect Ratio: 1.85:1

Audio: Surround 5.1 (inglese e italiano)

Extra: trailer cinematografico, trama, biografie, videoclip Music of My Heart, Making of, interviste
Paese: Italia

Edizione: Eagle Pictures

Data di uscita: 2 agosto 2013

Aspect Ratio: 1.85:1

Audio: Surround 5.1 (inglese e italiano)

Extra: nessuno

Note: Versione ri-doppiata

#### BLURAY
Paese: Stati Uniti

Edizione: Miramax Classics

Data di uscita: 26 marzo 2013

Aspect Ratio: 1.78:1

Audio: Stereo 2.0 (inglese e spagnolo)

Extra: commento audio, scene tagliate, Scoring Session: Behind the scenes, Behind the Scenes at Carnegie Hall: The Back Double Concerto, making of del videoclip Music of My Heart, intervisti ai musicisti.

## Accoglienza
Al momento dell'uscita in sala, il film venne pubblicamente criticato da Deborah Meier, ex-preside della scuola Central Park East e da altri insegnanti. «Hollywood ci ha tradito: per esigenze di copione ha fatto di noi una scuola della violenza mentre siamo sempre stati una scuola-pilota dove i genitori facevano la fila per iscrivere i figli - dichiarò la Meier. «È il solito stereotipo hollywoodiano: l'insegnante severo e impegnato che redime le anime perse in una scuola pubblica del ghetto».
Roberta Guaspari, che fece da consulente al film, ammise che, mentre la rappresentazione della vita a East Harlem fosse autentica («tuttora si sentono sparatorie di tanto in tanto»), quella scolastica era per lo più inventata. «Non ci sono mai stati coltelli, nonne uccise o sparatorie, nonostante uno degli alunni fosse morto in un incidente stradale durante il periodo narrato dal film. Nessun genitore si è mai lamentato della musica anche se c'era questa vaga sensazione nell'aria che si volesse più musica etnica».

### Incassi
Distribuito in 1349 copie, il film incassò 3,6 milioni di dollari nel weekend di apertura, posizionandosi al quinto posto nella classifica settimanale. Le altre due novità della settimana, Il mistero della casa sulla collina ed Essere John Malkovich si piazzarono rispettivamente al primo e al diciassettesimo posto. Box Office Guru, che aveva previsto un'apertura di 6 milioni, sottolineò come l'accoglienza del pubblico fosse stata tiepida. «Il film ha tuttavia goduto di un ottimo incremento del 51% tra venerdì e sabato, il che indica un passaparola positivo».
La settimana successiva il film scese al nono posto con un drop del solo 22%, incassando altri 2,8 milioni e arrivando a 7,7. Il film venne ritirato dalle sale il 13 gennaio 2000, dopo undici settimane di programmazione e un incasso complessivo di 14,8 milioni di dollari.
In Italia, con un incasso inferiore a 1,8 miliardi di lire, il film non entrò neppure nella top 100 dei maggiori incassi della stagione.

### Critica

#### Critica statunitense
Negli Stati Uniti il film fu accolto da recensioni generalmente positive, anche se non tutte entusiastiche. David Stratton su Variety riconobbe la prevedibilità della storia ma apprezzò la regia di Craven: «Le sequenze che richiedono una certa suspense sono ovviamente ben gestite ma è nei dettagli più intimi, nelle numerose scene con i bambini, che Craven dimostra una notevole sensibilità e una precisa attenzione ai dettagli». Stratton apprezzò inoltre il cast («convincente e vivida la Streep, efficace la Bassett ed eccezionalmente bravi i bambini») e il solido impianto tecnico, con particolare attenzione alla fotografia «sottilmente sfumata» di Peter Deming.
Anche Roger Ebert del Chicago Sun-Times sottolineò la bravura della Streep, notando le sfumature della sua dizione. «Uno potrebbe pensare che la Streep non stia usando alcun accento nel film, ma questa non è la sua voce. C'è una certa piattezza nell'intonazione che suggerisce un'educazione posteriore a un'infanzia povera». Definì inoltre «coraggiosa» la sceneggiatura di Pamela Gray per non essersi soffermata troppo sulle scene romantiche. «Il film non da peso al dramma ma mostra semplicemente brave persone che cercano di lavorare insieme per ottenere qualcosa. Ecco perché è così efficace». Riguardo alla regia di Craven aggiunse: «Questo film dimostra che è in grado di portare Meryl Streep sul palco della Carnegie Hall con la stessa destrezza di un fantasma dell'opera».
Il Village Voice fu meno entusiasta. Salvando solo Angela Bassett tra gli attori del cast («l'unica in grado di sparire nel personaggio»), criticò la regia di Craven, accusandolo di essersi «addormentato alla guida del film per l'elevato tasso di glicemia».
Janet Manslin del New York Times salutò la performance della Streep come «solida, forte e convincente» e definì la sceneggiatura «fresca e autentica» nel descrivere «così bene la complessità quotidiana della situazione di Roberta», nonostante alcuni «dialoghi stereotipati». Applaudì il senso generale del film («la ricompensa qui è la semplice affermazione del potere della musica. Una buona ragione per convincere Craven a mettere da parte asce ed artigli») e il cast («la Bassett è sempre abbagliante, la Estefan si perde graziosamente nel ruolo dell'insegnante mentre il largo gruppo di giovani violinisti rappresenta gran parte del fascino del film»).
Il San Francisco Examiner criticò il titolo troppo «zuccheroso» ma fu «piacevolmente sorpreso» dalla capacità del film di far «commuovere sinceramente» senza risultare «sdolcinato». Definì «entusiasmante» la sequenza finale alla Carnegie Hall e notò come la Steep «scompariva come sempre nel suo ruolo». Anche la regia fu apprezzata: «Craven racconta la storia in maniera lineare, autentica, senza i facili trucchetti di una tipica produzione hollywoodiana, come Goodbye Mr. Holland».
Il Los Angeles Times stroncò il film, criticando la «qualità scadente della sceneggiatura (scritta presumibilmente troppo di corsa dalla sceneggiatrice Pamela Gray) e della produzione stessa». Apprezzò la «convincente» interpretazione della Streep ma chiuse la recensione scrivendo: «Fondamentalmente, il film ha molto cuore e tanta musica. Semplicemente non riesce a cantare»
Anche Mick LaSalle del San Francisco Chronicle fu poco convinto dal film: «I personaggi, gli avvenimenti, le dinamiche emozionali e le conversazioni sembrano tutte programmatiche». Descrisse alcuni momenti «toccanti» ma criticò l'approccio troppo roseo di Craven, incapace «di dare al film alcun ritmo. Strutturalmente il film sembra finire a metà per poi ricominciare. L'inizio avrebbe dovuto essere il prologo e la fine l'epilogo; invece ciò che ci viene presentato sono solo due metà senza alcuna grazia». Seppur apprezzando il lavoro della Streep, LaSalle definì il film più simile a «un onesto spot per l'educazione musicale piuttosto che a un riuscito film d'intrattenimento».

#### Critica italiana
In Italia la critica fu più severa. Il critico Paolo Mereghetti durante il programma La Mostra della Laguna a Venezia definì il film come un «melodramma alla Frank Capra, molto ben fatto, molto corretto ma molto "vecchio"». Il settimanale specializzato FilmTv stroncò il film per lo 
«stile narrativo sciatto preso dalle soap, il ritmo e le inquadrature da solido sceneggiato» mentre Roberto Nepoti su Repubblica scrisse: «È curioso che Wes Craven, dopo aver traumatizzato gli adolescenti di ieri con la serie 'Nightmare', si sia messo d'impegno per edificare i genitori di oggi. Eppure 'La musica del cuore' è un melodramma così classico, e così consapevole di esserlo, che la sua assurdità sfiora a tratti il sublime, come nei vecchi mélo di Douglas Sirk». Il Messaggero liquidò il film definendolo «terribile» mentre La Gazzetta del Mezzogiorno criticò la regia «svogliata e anonima». Alberto Crespi de l'Unità approvò il film: «Un film rigorosamente d'autore. Craven lo scandisce con un crescendo di pizzicotti che commuoverebbero Erode, tutti i dolori si rovesciano in gioie, la tecnica che negli horror era finalizzata alla paura, qui è al servizio della lacrimuccia edificante». Anche La Stampa fu favorevole: «Va da sé che in questo ruolo la Streep giganteggia. Ed è il motivo per cui questo prevedibile seppur rispettabile film di confezione merita di essere visto»

## Riconoscimenti
| - 2000 – Premio Oscar - Candidatura per la Miglior attrice protagonista a Meryl Streep - Candidatura per la Miglior canzone a Diane Warren - 2000 – Golden Globe - Candidatura per la Miglior attrice in un film drammatico a Meryl Streep - 2000 – Screen Actors Guild Awards - Candidatura per la Miglior attrice cinematografica a Meryl Streep - 2000 – ALMA Award - Candidatura per la Miglior attrice a Gloria Estefan - 2000 – ASCAP Awards - Miglior canzone per film a Diane Warren - 2000 – Black Reel Awards - Miglior attrice non protagonista ad Angela Bassett - 2000 – Blockbuster Entertainment Awards - Miglior canzone per film (solo internet) a Gloria Estefan | - 2000 – Broadcast Film Critics Association Awards - Miglior canzone per film a Gloria Estefan - 2000 – Grammy Awards - Candidatura per la Miglior canzone scritta per un film, televisione o altri media audio-visivi a Diane Warren - 2000 – Nickelodeon Kids' Choice Awards - Candidatura per la miglior canzone originale di un film a Gloria Estefan e 'N Sync - 2000 – Golden Reel Awards - Candidatura per il miglior montaggio sonoro per film musicale a Bill Abbott - 2000 – Young Artist Award - Miglior film per famiglie - Candidatura per la miglior interpretazione corale giovane a Michael Angarano, Melay Araya, Henry Dinhofer, Jean-Like Figueroa, Victoria Gomez, Justin Spaulding, Zoe Sternbach-Taubman, Jade Yorker - 2000 – YoungStarAward - Candidatura per il miglior attore giovane in un film a Michael Angarano |